# Ірландці
Ірла́ндці (ірл. Éireannaigh) — кельтський народ, основне населення острову Ірландія, поділеного між державою Ірландією та Великою Британією. Попри невелике населення острова, всього у світі близько 80 млн осіб заявляють про своє ірландське походження.

## Чисельність і країни проживання
Загальна чисельність ірландців — понад 8 мільйонів осіб, з них тільки менше половини (близько 3,7 мільйонів осіб) у Ірландії. У Ольстері (Велика Британія) ірландців — близько 2,5 млн осіб.
Найбільші ірландські діаспори — в США близько 36,5 млн осіб, Канаді понад 4,3 млн осіб, в Австралії близько 1,9 млн осіб.

## Історія
Не збереглися відомості про самоназву неолітичного народу сучасних теренів ірландців Ньюгрейндж та Кейдські поля (у кам'яну добу). Доіндоєвропейське населення маловідоме. Відома назва провінції Манстер — Мума не пояснюється кельтською мовою, тому вважають, що в цьому зберігається етнонім ранніх жителів острова Ірландії. Тільки до початку нашої ери Смарагдовий острів був повністю заселений кельтами. Ірландська середньовічна література, містить величезну кількість міфічних і легендарних відомостей про різні хвилі мігрантів: Фомори, Фір Болги, племена Дану і т. ін.. Відповідно до міфології остання хвиля прибульців — мілезіанці, прибула під проводом Міля з Іберійського півострова.
Сучасним дослідникам відомі сліди в Ірландії археологічних культур: гальштатської, латенської.
Деякі вчені вважають, що кельтомовний народ ірландців походить від землеробів із Середземномор'я, які знищили найдавніше населення Смарагдового острову, а також скотарів з Причорномор'я. 4000 років тому склалися основні характеристики «острівного» (відмінного від галльського) геному кельтів — і ірландського народу.
Отже етнічну основу ірландської нації складають кельтські племена ґелів, що за декілька століть прийшли в Ірландію з Причорномор'я.
Ірландія не була завойована римлянами, в першій половині I тисячоліття до н. е., але її населення перебувало під сильним впливом римської культури. Результатом цього впливу стало прийняття предками ірландців християнства у V столітті. Від цього часу тут утворюються ранньофеодальні держави, які сприяли розвитку і становленню ірландської нації.
У ХІІ столітті на острів висаджуються англійські завойовники, і відразу ж починається тривалий період колоніального загарбання ірландців.
Після придушення антианглійського повстання у 1641 році англійська колонізація пожорсткішала. Однак ірландці захистили національні свідомість і культуру, процес за відродження яких активно починається у XVII—XIX століттях.

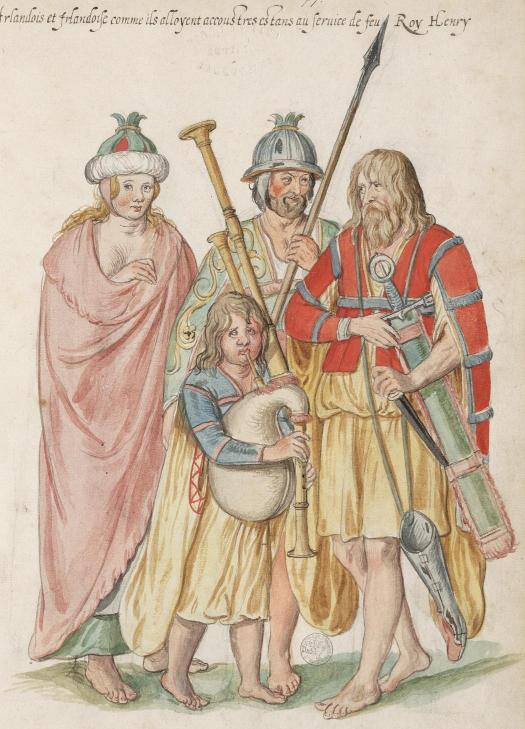
Ірландці XVI ст.

З часу «картопляних» голодоморів (основна сільсько-господарська культура) 1845–1849 рр. починається активна еміграція ірландців за океан, яка особлива посилилася на початку XX століття (див. «Великий голод в Ірландії»).

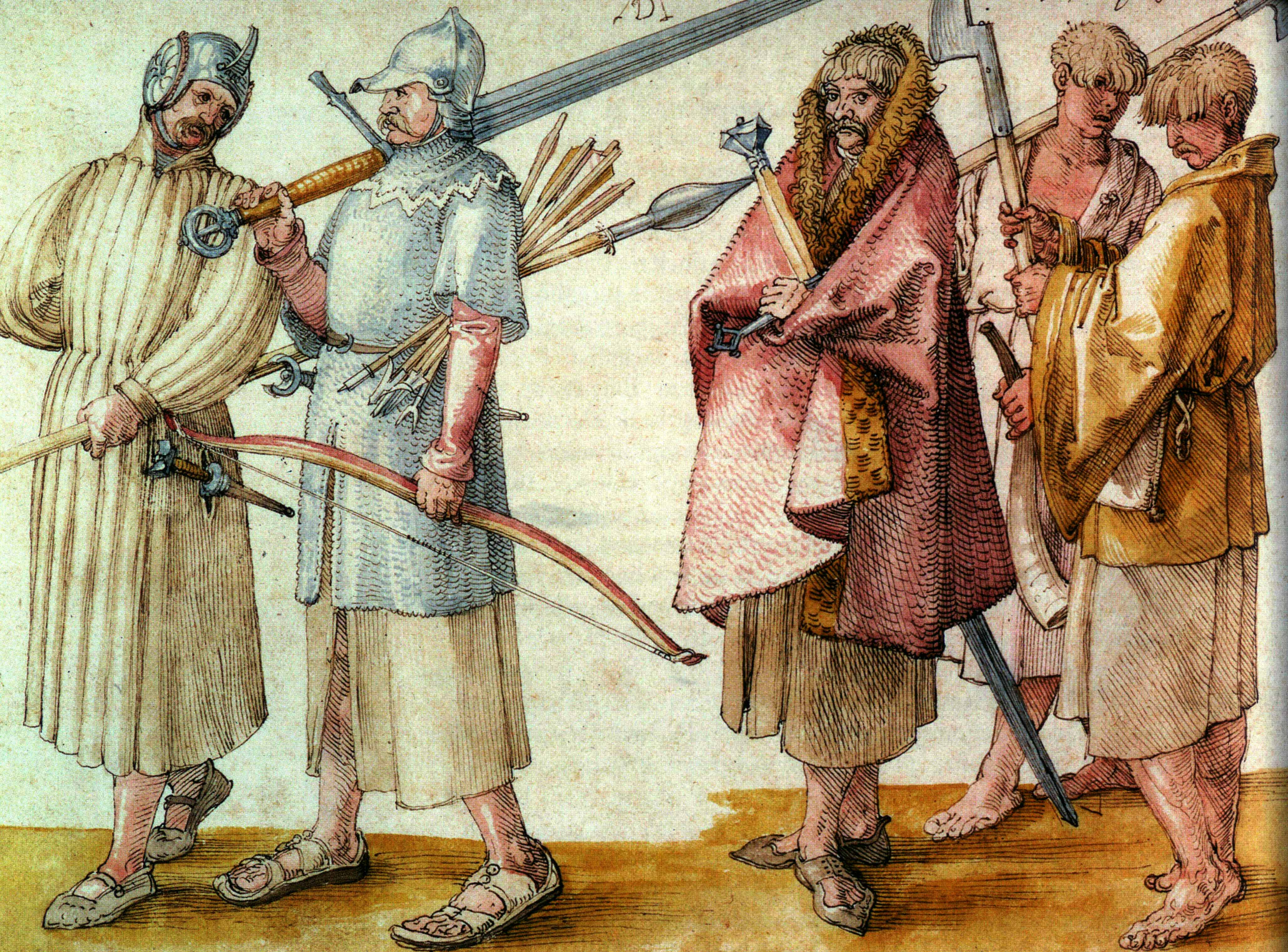
Малюнок Альбрехта Дюрера з ірландськими наймитами Європи, 1521 р.

У 1919—1921 роках в Ірландії триває визвольна громадянська війна, що мала наслідком автономізацію Ірландії (крім Північної Ірландії), аж до відокремлення Ірландії в 1949 році в окрему державу. У ній боротьба за відокремлення від Великої Британії на чолі з ІРА (Ірландська Республіканська Армія) відтоді не припиняється, то розпалюючись, то притлумлюючись.

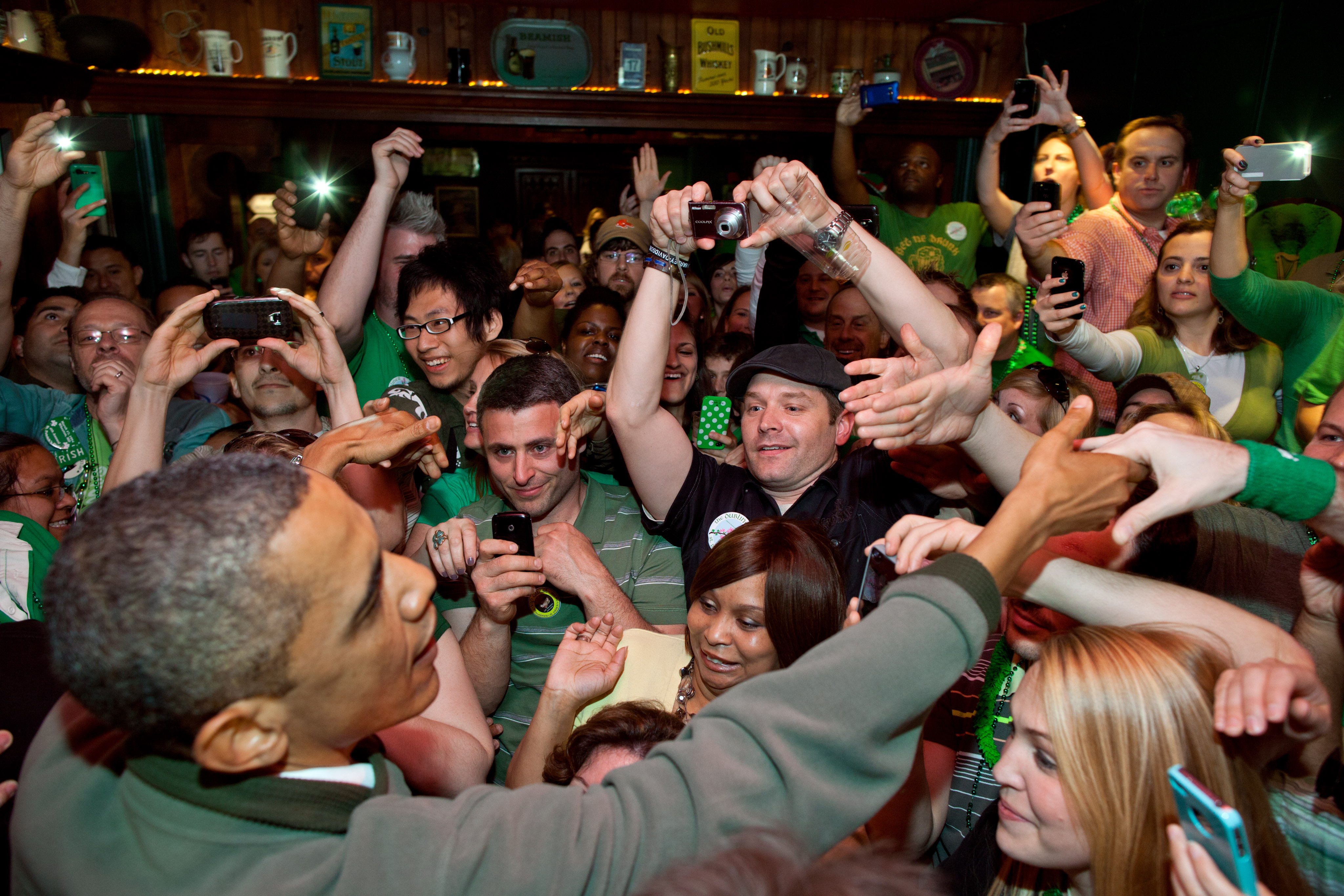
Президент США Барак Обама святкує День святого Патрика в ірландському пабі

У XX ст. терени проживання ірландського етносу були політично розділені, більша частина острова увійшла до складу Ірландської Республіки, а частина Ольстера (за винятком графств Донегол, Ферманах і Монахан) була залишена у складі Сполученого Королівства. У цій частині Ольстера англійська колонізація проводилася інакше, земельні наділи роздавалися дрібним фермерам англійського та шотландського походження, що призвело до того, що в процентному відношенні число колоністів-протестантів перевищило число ірландців-католиків. Ірландці Ольстера вели тривалу визвольну боротьбу проти англійського уряду, не уникаючи терористичних методів. Напруга протистояння в Ольстері стала спадати тільки у кінці XX століття.
Ірландська культура має помітний вплив на масову загальносвітову культуру. Цьому сприяє американський кінематограф, що охоче порушує теми, пов'язані з Ірландією. У багатьох країнах відзначають день Святого Патрика, жанр «фентезі» ввібрав у себе багато з ірландської міфології, танцювальна та музична культура ірландців широко відомі. Серед людей, котрі серйозно захоплюються ірландською культурою, з'явився термін «кельтоманії».
Що стосується ірландської мови, то нею вільно володіє тільки близько 20 % жителів Ірландії. Домінує колонізаторська англійська мова. Рідною ірландська мова є тільки для невеликої кількості уродженців Гелтахтів (гельськомовних районів на західних околицях країни). Більшість носіїв ірландської мови — містяни, які засвоїли її свідомо у зрілому віці. Гелтахти не є єдиним масивом, і в кожному з них вживаються вельми відмінні одні від одних діалекти. Близько 40 % ірландців з материнською гельською мовою проживає в графстві Голуей, 25 % — у графстві Донегол, 15 % — у графстві Мейо, 10 % — у графстві Кері.
Існує стандартизована літературна мова «кайдон». Словниковий запас якої сформований на основі конаутських діалектів. Однак у кайдона є одна особливість: мова не має стандартної форми вимови. Тому носії літературної мови можуть мати манстерську, конаутську або ольстерську вимову залежно від того, на якій основі поставлена вимова конкретного носія мови, однаково написаний текст вимовляється по-різному.
Католицька конфесія є визначальною для ірландців. Протягом тривалого часу приналежність до католицької церкви була однією з форм пасивного опору англійським загарбникам, котрі належать до протестантизму. Тому навіть сьогодні ірландець, який сповідує іншу конфесію, здається екзотичним.
Ірландці протягом 2-ї половини XX століття мали найвищий природний приріст серед аборигенних націй Західної Європи, який багато в чому нівелювався непослабною еміграцією.

## Відомі ірландці
- Генрі Форд
- Бернард Шоу
- Конор Мак-Грегор
- Люсьєн Булл
- Джонатан Свіфт
- Найл Хоран
- Артур Конан Дойл